# Go-Saga
Keizer Go-Saga (後嵯峨天皇, Go-Saga-tennō, 1 april 1220 - 17 maart 1272) was de 88e keizer van Japan, volgens de traditionele opvolgvolgorde. Hij regeerde van 21 februari 1242 tot 16 februari 1246.

## Genealogie
Go-Saga was vernoemd naar de voormalige keizer Saga. Het voorvoegsel go- (後), kan worden vertaald als “later” of “tweede”, waardoor zijn naam vrij vertaald “Saga de tweede” betekent. Zijn persoonlijke naam (imina) was Kunihito-shinnō (邦仁親王)..
Go-Saga was de tweede zoon van de voormalige keizer Tsuchimikado. Zelf kreeg Go-Saga in zijn leven 11 kinderen, waaronder de latere keizers Go-Fukakusa en Kameyama.

## Leven
Go-Saga werd opgevoed door de moederskant van de keizerlijke familie. Aanvankelijk kwam hij niet in aanmerking voor het keizerschap. Toen keizer Shijo echter onverwacht stierf op jonge leeftijd en zonder erfgenamen, ontstond onenigheid over wie hem moest opvolgen tussen de edelen aan het hof en het Kamakura-shogunaat. De edelen steunden prins Tadanari, een zoon van keizer Juntoku, maar het shogunaat was hier fel tegen vanwege Juntoku's rol bij de Jokyu–oorlog. Uiteindelijk werd gekozen voor Go-Saga daar zijn tak van de keizerlijke familie grotendeels neutraal was gebleven in het conflict.
Go-Saga regeerde tot 1246, waarna hij aftrad ten gunste van zijn zoon, Go-Fukakusa. Hij bleef wel doorregeren als Insei-keizer. In 1259 dwong hij Go-Fukakusa tot afdwingen ten gunste van zijn tweede zoon, Kameyama. De nakomelingen van beide keizers vochten nog lang door over het bezit van de troon.
Go-Saga stierf in 1272 op 51-jarige leeftijd.
* Regent Jingu staat niet op de traditionele lijst.